# 陈峰云
陈峰云，男性，中国共产党党员，中华人民共和国政治人物。

## 生平
陈峰云历任江西省赣州市赣县区田村镇白石办事处主任、田村镇镇长、长洛乡党委书记、茅店镇党委书记。陈峰云在长洛乡任期内在脱贫攻坚战中作出突出贡献，在2021年2月25日全国脱贫攻坚总结表彰大会上获得“全国脱贫攻坚先进个人”荣誉称号。